# Беседката (филм, 1959)
„Беседката“ (на английски: The Gazebo) е американска черна комедия от 1959 година, създадена от Метро-Голдуин-Майер, адаптация на едноименна пиеса.

## Сюжет
Телевизионният сценарист и режисьор Елиът Неш (Глен Форд) е изнудван от Дан Шелби (Стенли Адамс) чрез голи фотографии на съпругата си Нел (Деби Рейнълдс), когато тя е била на осемнадесет години. Елиът не споменава за това на Нел, която е звезда в бродуейски мюзикъл, но работи трескаво, за да припечели достатъчно пари и да заплати все по-високият откуп, който иска Дан.
Накрая Елиът решава, че единствения изход е убийство. Той прави план за това, взимайки съвет от своя приятел, окръжния прокурор Харлоу Едисън (Карл Райнър). Когато изнудвачът се появява в крайградската къща на семейство Неш, за да вземе поредната си вноска от откупа, Елиът го убива и скрива тялото в цементовите основи, които се изливат за новата антична беседка, която той е купил за Нел. Той трябва да внимава Сам Торп (Джон МакГайвър), изпълнителя, който е нает за инсталирането на структурата и госпожица Чандлър (Мейбъл Албертсън), агент по недвижими имоти, която се опитва да продаде къщата на Неш, да не се натъкнат на неговата схема.
Харлоу донася вестта, че Шелби е бил убит в хотелската си стая, оставяйки Елиът да се чуди кого по-точно той е застрелял. В стаята е открит списък с имена на изнудвани жертви, принадлежал на Шелби, като името на Нел е включено на първо място в него и така семейство Неш се превръщат в заподозрени в убийството. Оказва се, че Шелби се е опитал първо да изнудва Нел, но е бил отхвърлен, защото тя е решила, че един публичен скандал ще увеличи интереса на зрителите към мюзикъла, в който участва. Подозренията падат, след като е установено, че оръжието на убийството принадлежи на „Черният“ Джо, съучастник на Шелби. За лейтенант Дженкинс (Бърт Фрийд) става ясно, че Джо е решил да не дели парите. Елиът разбира, че неговата жертва е друг престъпник.
Въпреки това, има още двама съучастници. „Херцогът“ (Мартин Ландау) и Луис „Въшката“ (Дик Уесъл) отвличат Нел и я отвеждат в дома и. Те са проследили „Черният“ Джо до къщата на Неш и знаят, че той не е излязъл обратно от нея. Те искат куфарчето с откупа, съдържащо $ 100 000 и планират да изчезнат с него. В крайна сметка те разбират, че тялото на Джо е в основите на беседката, след като пороен дъжд неочаквано ги разрушава. Те взимат куфарчето и изчезват. Когато Елиът се прибира в къщи, развързва Нел и признава, какво е направил.
Докато Елиът и Нел се чудят какво да правят оттук нататък, се появява лейтенант Дженкинс с новите си арестанти, „Херцогът“ и „Въшката“. От това, което те са му разказали, Дженкинс е убеден, че Елиът е убиец. Точно когато Елиът е готов да си признае, той вижда, че куршума, който е изстрелял по Джо го е пропуснал и се е забил в една книга. Съдебният лекар потвърждава, че всъщност Джо е починал от сърдечен удар. Домашният любимец на Елиът, гълъбът Хърман взима куршума и отлита с него, отнасяйки всички доказателства за това, че Елиът е планирал убийство.

## В ролите
- Глен Форд като Елиът Неш
- Деби Рейнълдс като Нел Неш
- Карл Райнър като Харлоу Едисън
- Джон Макгайвър като Сам Торп
- Мейбъл Албертсън като госпожица Чандлър
- Доро Меранде като Матилда, прислужницата на семейство Неш
- Бърт Фрийд като лейтенант Джо Дженкинс
- Мартин Ландау като „Херцогът“
- Робърт Елънстейн като Бен
- Дик Уесъл като Луис „Въшката“
- Стенли Адамс като Дан Шелби
- Харлан Уорд като доктор Брадли

## Номинации
- Номинация за Оскар за най-добри костюми в черно-бял филм на Хелън Роуз от 1960 година.